# Heterixalus rutenbergi
A Heterixalus rutenbergi  a kétéltűek (Amphibia) osztályába, a békák (Anura) rendjébe és a mászóbékafélék (Hyperoliidae) családjába tartozó faj.

## Előfordulása
Madagaszkár középső részén honos. A természetes élőhelyei szubtrópusi vagy trópusi magashegyi legelők, lápok, édesvízi mocsarak és termőföldek.

## Megjelenése
Testhossza 25 milliméter. Bőre világoszöld, öt hosszanti fehér sáv díszíti, sötétbarna csíkokkal határolva.

## Külső hivatkozás
- Képek az interneten a fajról